# John Francis Bray
John Francis Bray (1809-1889) fue un escritor y militante socialista que desarrolló su activismo en Gran Bretaña, donde participó en el movimiento cartista, y en Estados Unidos. Realizó una síntesis entre las ideas de Robert Owen y de William Thompson, aunque sin compartir plenamente ninguna de las dos propuestas, y se le suele encuadrar entre los socialistas ricardianos. Su obra más famosa la publicó en Gran Bretaña en 1839 con el título Los males del trabajo y su remedio, que influyó en Karl Marx quien citó varios pasajes de la misma en su Miseria de la filosofía (1847).

## Biografía
Nació en 1809 en el territorio de Oregón (Estados Unidos) pero en 1822 su familia volvió a Inglaterra. Participó en el movimiento cartista y en 1837 ocupó el cargo de tesorero de la Working Men's Association de Leeds. Publicó bastantes artículos en el periódico radical de la ciudad, donde trabajó de tipógrafo, y en 1839 apareció, también en Leeds, su obra más conocida Los males del trabajo y su remedio (Labour's Wrongs and Labour's Remedy. Or, the Age of Might and the Age of Right). En 1842 regresó a Estados Unidos y tras realizar diversos trabajos acabó dedicándose a la agricultura en una granja de Michigan, sin abandonar su activismo y su labor periodística. Fue vicepresidente de la American Labor Reform League (Liga Americana para la Reforma del Trabajo) y en 1879 llegó a presentarse como candidato socialista a las elecciones del estado de Michigan. Ese mismo año publicó su segundo libro, Dios y hombre, una unidad (God and Man a Unity and All Mankind a Unity). Un tercer libro suyo se publicó sesenta años después de su muerte gracias al hallazgo del manuscrito en 1937. Se titulaba Un viaje por Utopía (A voyage from Utopia, 1959) y en él recurría a la ironía para criticar las sociedades de los países que había conocido, Gran Bretaña, Estados Unidos y Francia.
Partiendo de la teoría del valor-trabajo, Bray defendió que el «remedio» para los «males del trabajo» —título de su obra más famosa— era la vuelta al estado de naturaleza en el que nadie podría sustraerse al trabajo y así nadie podría apropiarse del trabajo de otro, como sucedía en la sociedad capitalista en la que se daba un intercambio «desigual» entre capital y trabajo cuya «injusticia» generaba el enfrentamiento de «una clase de tiranos» —los capitalistas y los propietarios— y «una clase de esclavos» —los trabajadores—. Así, al igual que el también socialista ricardiano John Gray, defendía la idea de que el intercambio de bienes debía basarse exclusivamente en el valor del trabajo que «contenían». Este análisis influyó en Karl Marx quien en su Miseria de la filosofía (1847) citó el siguiente pasaje de Los males del trabajo y su remedio:

«Los capitalistas y los propietarios no hacen otra cosa que dar al obrero por su trabajo de una semana una parte de la riqueza que han obtenido de él la semana anterior, es decir, que a cambio de algo no le dan nada. Los bienes que el capitalista parece dar a cambio del trabajo del obrero no fueron producidos ni por el trabajo ni por la riqueza del capitalista, sino que se obtuvieron originariamente gracias al trabajo del obrero, y sin embargo se le arrebatan cotidianamente, a través de un sistema fraudulento de intercambio desigual…»

Como alternativa al sistema capitalista, en el que los bienes se distribuían desigualmente, Bray proponía la constitución de cooperativas de producción, organizadas como una especie de sociedades anónimas obreras, y en las que el trabajo aportado por cada uno sería la única «medida» para los bienes que recibiría a cambio, alcanzándose así «la comunidad general de intereses» que superara los antagonismos de clase pues «la comunidad de la posesión es, en todos los aspectos, la sociedad más perfecta que pueda constituirse».
Siguiendo las propuestas de Bray, e influidos también por Owen, grupos de trabajadores fundaron en varias ciudades inglesas, como Leeds, Sheffield o Londres, «almacenes» para un equitativo intercambio del trabajo (los equitable labour Exchange bazars) pero acabaron fracasando.